# 真夜中にハロー!
『真夜中にハロー!』（まよなかにハロー）は、2022年1月14日（13日深夜）から3月18日（17日深夜）までテレビ東京系深夜ドラマ枠「木ドラ24」枠において放送されたテレビドラマ。主演は菊池桃子。

## 概要
ハロー!プロジェクトのメンバーが各回のストーリーに即した楽曲でパフォーマンスを披露し、視聴者にエールを送るドラマとなっている。毎週異なるメンバーが出演し、各回にどのメンバーがどの楽曲を披露するかは放送直前まで明かされないこととなっている。

## あらすじ
ハロプロの熱狂的ファンであるマリコは、娘のミサキとともにゲストハウス「サンプラザ朝沼」を運営している。口コミサイトでの評判はイマイチだが、コメントの中に、「扉が、開く」という謎の言葉が。扉は、人生に悩む宿泊客の前に突然現れ、その先はハロプロの楽屋に繋がっていた。

## キャスト

### 主要人物
朝沼マリコ
演 - 菊池桃子
主人公。娘のミサキとともにゲストハウス「サンプラザ朝沼」を運営している。ハロプロの熱狂的ファン。
朝沼ミサキ
演 - 大原優乃（幼少期：湯本柚子）
マリコの娘。

### サンプラザ朝沼の宿泊客
村木あずみ
演 - 大野いと（幼少期：板垣樹）（第1話）
漫画家。漫画の原稿が思うように進まずサンプラザ朝沼に缶詰めで宿泊している。
三田村ゆうは
演 - 岡本玲 （第2話）
会社員。憧れの会社に転職するも職場に馴染めず悩んでいる。
吉野あやめ
演 - 高月彩良（第3話）
会社員。直属の後輩が企画リーダーとして抜てきされ悔しさを抱えている。
西乃々花
演 - 田中真琴（第4話）
会社員。ビールメーカー営業職の新人。希望ではない部署に配属され仕事に悩んでいる。
小宮山すみれ
演 - 市川由衣（第5話）
会社員。地元を離れ東京で一人頑張るも、何事にも力が入り過ぎてしまう。
奥仲ユウジロウ
演 - 後藤剛範（第6話）
娘との関係に悩んでいる。
大塚杏香
演 - 徳永えり（第7話）
広告代理店社員。夢を追う彼氏との結婚に踏み切れないでいる。
井浦ヒビキ
演 - 剛力彩芽（第8話）
英会話講師。自分の中で理由をつけて好きな人に素直に好きと言えずに悩んでいる。

### ハロー!プロジェクトメンバー
本人役で出演。
| 各話   | グループ           | 出演メンバー | 披露楽曲                                                  |
| ------ | ------------------ | ------------ | --------------------------------------------------------- |
| 第1話  | モーニング娘。'22  | 譜久村聖     | みかん                                                    |
| 第1話  | モーニング娘。'22  | 小田さくら   | みかん                                                    |
| 第1話  | モーニング娘。'22  | 羽賀朱音     | みかん                                                    |
| 第1話  | モーニング娘。'22  | 横山玲奈     | みかん                                                    |
| 第1話  | モーニング娘。'22  | 森戸知沙希   | みかん                                                    |
| 第1話  | モーニング娘。'22  | 岡村ほまれ   | みかん                                                    |
| 第2話  | アンジュルム       | 上國料萌衣   | そうだ! We're ALIVE                                       |
| 第2話  | アンジュルム       | 伊勢鈴蘭     | そうだ! We're ALIVE                                       |
| 第2話  | アンジュルム       | 川名凜       | そうだ! We're ALIVE                                       |
| 第2話  | BEYOOOOONDS        | 平井美葉     | そうだ! We're ALIVE                                       |
| 第2話  | BEYOOOOONDS        | 小林萌花     | そうだ! We're ALIVE                                       |
| 第2話  | BEYOOOOONDS        | 里吉うたの   | そうだ! We're ALIVE                                       |
| 第3話  | モーニング娘。'22  | 生田衣梨奈   | ジェラシー ジェラシー                                     |
| 第3話  | モーニング娘。'22  | 石田亜佑美   | ジェラシー ジェラシー                                     |
| 第3話  | モーニング娘。'22  | 野中美希     | ジェラシー ジェラシー                                     |
| 第3話  | モーニング娘。'22  | 牧野真莉愛   | ジェラシー ジェラシー                                     |
| 第3話  | モーニング娘。'22  | 加賀楓       | ジェラシー ジェラシー                                     |
| 第3話  | モーニング娘。'22  | 北川莉央     | ジェラシー ジェラシー                                     |
| 第3話  | モーニング娘。'22  | 山﨑愛生     | ジェラシー ジェラシー                                     |
| 第4話  | BEYOOOOONDS        | 一岡伶奈     | こんなハズジャナカッター!                                 |
| 第4話  | BEYOOOOONDS        | 島倉りか     | こんなハズジャナカッター!                                 |
| 第4話  | BEYOOOOONDS        | 西田汐里     | こんなハズジャナカッター!                                 |
| 第4話  | BEYOOOOONDS        | 江口紗耶     | こんなハズジャナカッター!                                 |
| 第4話  | BEYOOOOONDS        | 高瀬くるみ   | こんなハズジャナカッター!                                 |
| 第4話  | BEYOOOOONDS        | 前田こころ   | こんなハズジャナカッター!                                 |
| 第4話  | BEYOOOOONDS        | 山﨑夢羽     | こんなハズジャナカッター!                                 |
| 第4話  | BEYOOOOONDS        | 岡村美波     | こんなハズジャナカッター!                                 |
| 第4話  | BEYOOOOONDS        | 清野桃々姫   | こんなハズジャナカッター!                                 |
| 第4話  | BEYOOOOONDS        | 平井美葉     | こんなハズジャナカッター!                                 |
| 第4話  | BEYOOOOONDS        | 小林萌花     | こんなハズジャナカッター!                                 |
| 第4話  | BEYOOOOONDS        | 里吉うたの   | こんなハズジャナカッター!                                 |
| 第5話  | アンジュルム       | 竹内朱莉     | もう一歩                                                  |
| 第5話  | アンジュルム       | 川村文乃     | もう一歩                                                  |
| 第5話  | アンジュルム       | 佐々木莉佳子 | もう一歩                                                  |
| 第5話  | アンジュルム       | 上國料萌衣   | もう一歩                                                  |
| 第5話  | アンジュルム       | 伊勢鈴蘭     | もう一歩                                                  |
| 第6話  | つばきファクトリー | 山岸理子     | 今夜だけ浮かれたかった                                    |
| 第6話  | つばきファクトリー | 新沼希空     | 今夜だけ浮かれたかった                                    |
| 第6話  | つばきファクトリー | 谷本安美     | 今夜だけ浮かれたかった                                    |
| 第6話  | つばきファクトリー | 岸本ゆめの   | 今夜だけ浮かれたかった                                    |
| 第6話  | つばきファクトリー | 浅倉樹々     | 今夜だけ浮かれたかった                                    |
| 第6話  | つばきファクトリー | 小野瑞歩     | 今夜だけ浮かれたかった                                    |
| 第6話  | つばきファクトリー | 小野田紗栞   | 今夜だけ浮かれたかった                                    |
| 第6話  | つばきファクトリー | 秋山眞緒     | 今夜だけ浮かれたかった                                    |
| 第6話  | つばきファクトリー | 河西結心     | 今夜だけ浮かれたかった                                    |
| 第6話  | つばきファクトリー | 八木栞       | 今夜だけ浮かれたかった                                    |
| 第6話  | つばきファクトリー | 福田真琳     | 今夜だけ浮かれたかった                                    |
| 第6話  | つばきファクトリー | 豫風瑠乃     | 今夜だけ浮かれたかった                                    |
| 第7話  | アンジュルム       | 竹内朱莉     | 大器晩成                                                  |
| 第7話  | アンジュルム       | 川村文乃     | 大器晩成                                                  |
| 第7話  | アンジュルム       | 佐々木莉佳子 | 大器晩成                                                  |
| 第7話  | アンジュルム       | 上國料萌衣   | 大器晩成                                                  |
| 第7話  | アンジュルム       | 伊勢鈴蘭     | 大器晩成                                                  |
| 第7話  | アンジュルム       | 橋迫鈴       | 大器晩成                                                  |
| 第7話  | アンジュルム       | 川名凜       | 大器晩成                                                  |
| 第7話  | アンジュルム       | 為永幸音     | 大器晩成                                                  |
| 第7話  | アンジュルム       | 松本わかな   | 大器晩成                                                  |
| 第8話  | Juice=Juice        | 井上玲音     | ロマンスの途中                                            |
| 第8話  | Juice=Juice        | 工藤由愛     | ロマンスの途中                                            |
| 第8話  | Juice=Juice        | 松永里愛     | ロマンスの途中                                            |
| 第8話  | Juice=Juice        | 有澤一華     | ロマンスの途中                                            |
| 第8話  | Juice=Juice        | 入江里咲     | ロマンスの途中                                            |
| 第8話  | Juice=Juice        | 江端妃咲     | ロマンスの途中                                            |
| 第9話  | Juice=Juice        | 植村あかり   | 「ひとりで生きられそう」って それってねえ、褒めているの？ |
| 第9話  | Juice=Juice        | 段原瑠々     | 「ひとりで生きられそう」って それってねえ、褒めているの？ |
| 第9話  | Juice=Juice        | 稲場愛香     | 「ひとりで生きられそう」って それってねえ、褒めているの？ |
| 第9話  | Juice=Juice        | 井上玲音     | 「ひとりで生きられそう」って それってねえ、褒めているの？ |
| 第9話  | Juice=Juice        | 工藤由愛     | 「ひとりで生きられそう」って それってねえ、褒めているの？ |
| 第9話  | Juice=Juice        | 松永里愛     | 「ひとりで生きられそう」って それってねえ、褒めているの？ |
| 第9話  | Juice=Juice        | 有澤一華     | 「ひとりで生きられそう」って それってねえ、褒めているの？ |
| 第9話  | Juice=Juice        | 入江里咲     | 「ひとりで生きられそう」って それってねえ、褒めているの？ |
| 第9話  | Juice=Juice        | 江端妃咲     | 「ひとりで生きられそう」って それってねえ、褒めているの？ |
| 最終話 | モーニング娘。'22  | 譜久村聖     | I WISH                                                    |
| 最終話 | モーニング娘。'22  | 生田衣梨奈   | I WISH                                                    |
| 最終話 | モーニング娘。'22  | 石田亜佑美   | I WISH                                                    |
| 最終話 | モーニング娘。'22  | 小田さくら   | I WISH                                                    |
| 最終話 | モーニング娘。'22  | 野中美希     | I WISH                                                    |
| 最終話 | モーニング娘。'22  | 牧野真莉愛   | I WISH                                                    |
| 最終話 | モーニング娘。'22  | 羽賀朱音     | I WISH                                                    |
| 最終話 | モーニング娘。'22  | 加賀楓       | I WISH                                                    |
| 最終話 | モーニング娘。'22  | 横山玲奈     | I WISH                                                    |
| 最終話 | モーニング娘。'22  | 森戸知沙希   | I WISH                                                    |
| 最終話 | モーニング娘。'22  | 北川莉央     | I WISH                                                    |
| 最終話 | モーニング娘。'22  | 岡村ほまれ   | I WISH                                                    |
| 最終話 | モーニング娘。'22  | 山﨑愛生     | I WISH                                                    |

### ゲスト
ゆうはの転職先の同僚（第2話）
演 - 長友郁真（松医）
　　平岡亮（目次）
　　日比美思（ミドリ）
　　碓井将大（奥村）
七条紗江
演 - 髙石あかり（第3話）
あやめの直属の後輩。プロジェクトリーダーに選ばれる。
ゆみ
演 - 桜まゆみ（第5話）
サンプラザ朝沼の宿泊客。すみれの友人。
中島課長
演 - 中島卓偉（第5話）
すみれの上司。
奥仲アオ
演 - 石井心咲（第6話）
ユウジロウの娘。
御子柴博之
演 - 吉村界人（第7話）
杏香の彼氏。自らのことを「夢中人」と名乗っている。
桃のガムの広告撮影のモデル
演 - でか美ちゃん（第7話）
多和田勉
演 - 中島歩（第8話）
ヒビキの同僚。付き合っている彼女がいる。
英会話講師（第8話）
演 - 瑛茉ジャスミン
　　縞園子
ヒビキの同僚。マッチングアプリを使用している。
ミノル
演 - 宮川一朗太（第9話）
マリコの夫でミサキの父親。
片山凪
演 - 黒崎レイナ（第9話、最終話）
ミサキの友人。

## スタッフ
- 脚本 - 大歳倫弘（ヨーロッパ企画）、灯敦生、竹村武司
- 音楽 - 岩本裕司
- 主題歌 - OCHA NORMA「恋のクラウチングスタート」（zetima/UP-FRONT WORKS）
- エンディングテーマ - モーニング娘。'22「I WISH」（zetima/UP-FRONT WORKS）
- 企画・プロデュース - 北野篤
- プロデューサー - 寺原洋平、井原梓、鈴木健太郎、山科翔太郎、高岩秀明、山田久人
- 監督 - 原廣利、松浦健志、隈本遼平
- 製作 - テレビ東京、BABEL LABEL、「真夜中にハロー!」製作委員会（アップフロントグループ・アップフロントプロモーション・アップフロントワークス・BABEL LABEL・博報堂・博報堂DYメディアパートナーズ・博報堂DYミュージック&ピクチャーズ・NTTドコモ）

## 放送日程
| 各話   | 放送日  | サブタイトル               | 脚本     | 監督     |
| ------ | ------- | -------------------------- | -------- | -------- |
| 第1話  | 1月14日 | 漫画家、扉を開く。         | 大歳倫弘 | 原廣利   |
| 第2話  | 1月21日 | 転職組、扉を開く。         | 大歳倫弘 | 原廣利   |
| 第3話  | 1月28日 | 焦る先輩社員、扉を開く。   | 灯敦生   | 原廣利   |
| 第4話  | 2月04日 | 新入社員、扉を開く。       | 灯敦生   | 隈本遼平 |
| 第5話  | 2月11日 | バリキャリ女子、扉を開く。 | 大歳倫弘 | 松浦健志 |
| 第6話  | 2月18日 | 揺れる父、扉を開く。       | 竹村武司 | 松浦健志 |
| 第7話  | 2月25日 | 悩める彼女、扉を開く。     | 竹村武司 | 隈本遼平 |
| 第8話  | 3月04日 | 恋する講師、扉を開く。     | 灯敦生   | 原廣利   |
| 第9話  | 3月11日 | 朝沼家、扉を開く。（前編） | 大歳倫弘 | 原廣利   |
| 最終話 | 3月18日 | 朝沼家、扉を開く。（後編） | 大歳倫弘 | 原廣利   |

## 放送局
| 放送期間                | 放送日時                     | 放送局         | 対象地域       | 備考                     |
| ----------------------- | ---------------------------- | -------------- | -------------- | ------------------------ |
| 2022年1月14日 - 3月18日 | 金曜 0:30 - 1:00（木曜深夜） | テレビ東京     | 関東広域圏     | 製作局                   |
| 2022年1月14日 - 3月18日 | 金曜 0:30 - 1:00（木曜深夜） | テレビ北海道   | 北海道         |                          |
| 2022年1月14日 - 3月18日 | 金曜 0:30 - 1:00（木曜深夜） | テレビ愛知     | 愛知県         |                          |
| 2022年1月14日 - 3月18日 | 金曜 0:30 - 1:00（木曜深夜） | テレビ大阪     | 大阪府         |                          |
| 2022年1月14日 - 3月18日 | 金曜 0:30 - 1:00（木曜深夜） | テレビせとうち | 岡山県・香川県 |                          |
| 2022年1月14日 - 3月18日 | 金曜 0:30 - 1:00（木曜深夜） | TVQ九州放送    | 福岡県         |                          |
| 2022年1月19日 - 3月23日 | 水曜 0:00 - 0:30（火曜深夜） | BSテレ東       | 日本全国       |                          |
| 2022年1月19日 - 3月23日 | 水曜 0:00 - 0:30（火曜深夜） | BSテレ東4K     | 日本全国       | 4Kアップコンバートで放送 |

## 真夜中にハロ―! ～女の園は出汁の香り～
2022年3月25日より、dTVオリジナルドラマとして配信された。ハロプロファンの柏木由紀の前に扉が現れ、ハロプロメンバーがパフォーマンスでエールを送るという内容になっている。また、扉の向こうで待つハロプロメンバーはいかにして招集をかけられ、どうやって歌う楽曲を決めていたのかなど、ドラマ本編では見られなかった裏側も描かれている。

### 出演者
- 菊池桃子[34]
- 柏木由紀（AKB48）[34]
- 川村文乃（アンジュルム）[34]
- 橋迫鈴（アンジュルム）[34]
- 山﨑夢羽（BEYOOOOONDS）[34]
- 西田汐里（BEYOOOOONDS）[34]

## 関連商品

### Blu-ray Disc
- 真夜中にハロー!（2022年8月31日、zetima）[35]
  - 商品仕様：価格15,000円（税抜）、4枚組（Blu-ray Disc3枚＋サントラCD1枚）
  - 封入特典：ステッカーシート、24P（予定）のブックレット、マリコ（菊池桃子）・譜久村聖・『扉』のアクリルフィギュアスタンド
  - 特典映像：各話で登場したハロー!プロジェクトメンバーの歌唱シーンをメンバーをメインに再編集した映像